# Bahnhof Hinterweidenthal Ost
Der Bahnhof Hinterweidenthal Ost – anfangs Kaltenbach Ost, bis 1970 Hinterweidenthal – ist einer von insgesamt drei Bahnhöfen der rheinland-pfälzischen Ortsgemeinde Hinterweidenthal. Er besitzt zwei Bahnsteiggleise. Der Bahnhof liegt im Verbundgebiet des Verkehrsverbundes Rhein-Neckar (VRN) und gehört zur Tarifzone 998.
Er wurde 1911 als Abzweigbahnhof für die neu errichtete Wieslauterbahn nach Bundenthal eröffnet. Seine Bedeutung bestand stets als Umsteigestation zwischen dieser und der in ihrer jetzigen Form seit 1895 bestehenden Bahnstrecke Landau–Rohrbach. Nach der Einstellung des Personenverkehrs auf ersterer fungierte er ausschließlich als Betriebs- und Güterbahnhof. Nachdem auf der Wieslauterstrecke im Jahr 1997 der Verkehr am Wochenende reaktiviert wurde, hatte er wieder Zughalte, die jedoch abermals ausschließlich dem Umstieg auf die Hauptstrecke dienen. Außerhalb der Verkehrszeiten der Nebenbahn wird er deshalb nicht bedient. Seine Anschrift lautet Kaltenbach 15.

## Lage
Der Bahnhof befindet sich rund zwei Kilometer nordöstlich des Siedlungsgebietes der Ortsgemeinde Hinterweidenthal. Die Bahnstrecke Landau–Rohrbach verläuft in diesem Bereich von Ostnordost nach West. Die abzweigende Wieslauterbahn befindet sich parallel zu dieser, weist jedoch ein Gefälle ins tiefer liegende Tal der Lauter auf. Ebenfalls parallel zu beiden Strecken befindet sich die Bundesstraße 10 und der benachbarte Horbach.

## Geschichte

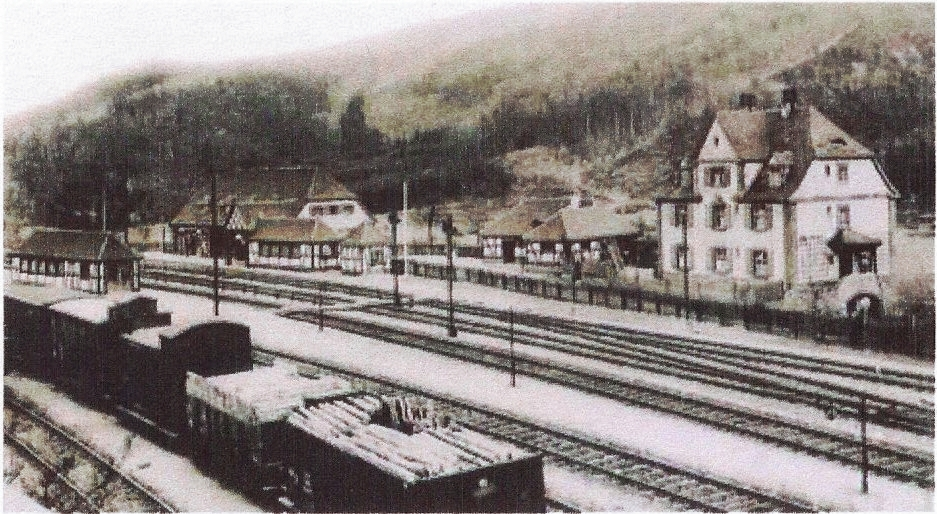
Bahnhof Hinterweidenthal Ost, damals Kaltenbach Ost, 1911

### Entstehung des Bahnhofs und erste Jahrzehnte
Im Zuge der Eröffnung der auch „Südpfalzbahn“ genannten Strecke von Landau nach Zweibrücken im Jahr 1875 entstand auf Höhe des damals zu Wilgartswiesen gehörenden Weilers Kaltenbach ein Bahnhof, der entsprechend seiner Bedeutung für die nahegelegenen Gemeinde Hinterweidenthal die Bezeichnung Hinterweidenthal-Kaltenbach erhielt.
In der Folgezeit konkretisierten sich Pläne, eine Bahnlinie im Wieslautertal zu errichten. Während einige Pläne vorsahen, eine solche bei Kaltenbach von der Hauptstrecke abzweigen zu lassen, existierten ebenso Bestrebungen, die seit 1870 bestehende Bahnstrecke Winden–Bad Bergzabern bis nach Dahn zu verlängern. Von bayerischer Seite existierten wiederum Pläne einer Strecke von Weißenburg über Dahn und Lemberg nach Pirmasens. Da dies sich als zu teuer erwies, fiel der Beschluss, eine Stichbahn zu errichten. Die Bahnstation in Kaltenbach erschien als Abzweigbahnhof aufgrund der ungünstigen topographischen Verhältnisse als wenig geeignet, weshalb rund zwei Kilometer östlich von ihr zunächst unter dem Namen Kaltenbach Ost ein neuer Bahnhof errichtet wurde, der dem Anschluss der Nebenbahn diente. Letzterer wurde zusammen mit der „Wieslauterbahn“ genannten, bis nach Bundenthal-Rumbach führenden Strecke am 1. Dezember 1911 eröffnet. Der Eröffnungszug fuhr um neun Uhr vom Bahnhof ab.
Während dieser Zeit wurde der Bahnhof von der Betriebs- und Bauinspektion Zweibrücken verwaltet und gehörte zum Zuständigkeitsbereich der Bahnmeisterei Kaltenbach. Bereits 1914 wurde er in Hinterweidenthal umbenannt, während der weiter südlich gelegene ortsnahe Bahnhof der gleichnamigen Gemeinde entsprechend die Bezeichnung Hinterweidenthal Ort erhielt.
1922 erfolgte die Eingliederung des Bahnhofs in die neu gegründete Reichsbahndirektion Ludwigshafen. Ein Jahr später wurden die am Bahnhof beschäftigten Eisenbahner im Zuge des von Frankreich durchgeführten, bis 1924 dauernden Regiebetriebs ausgewiesen. Danach kehrten sie zurück. 1935 stattete die die Reichsbahn den Bahnhof mit Bruchsaler Stellwerken und neuer Signaltechnik aus. Mit Wirkung des 1. April 1937 wechselte er im Zuge der Auflösung der Ludwigshafener Direktion in den Zuständigkeitsbereich ihres Saarbrücker Pendants und des Betriebsamtes (RBA) Zweibrücken.

### Weitere Entwicklung

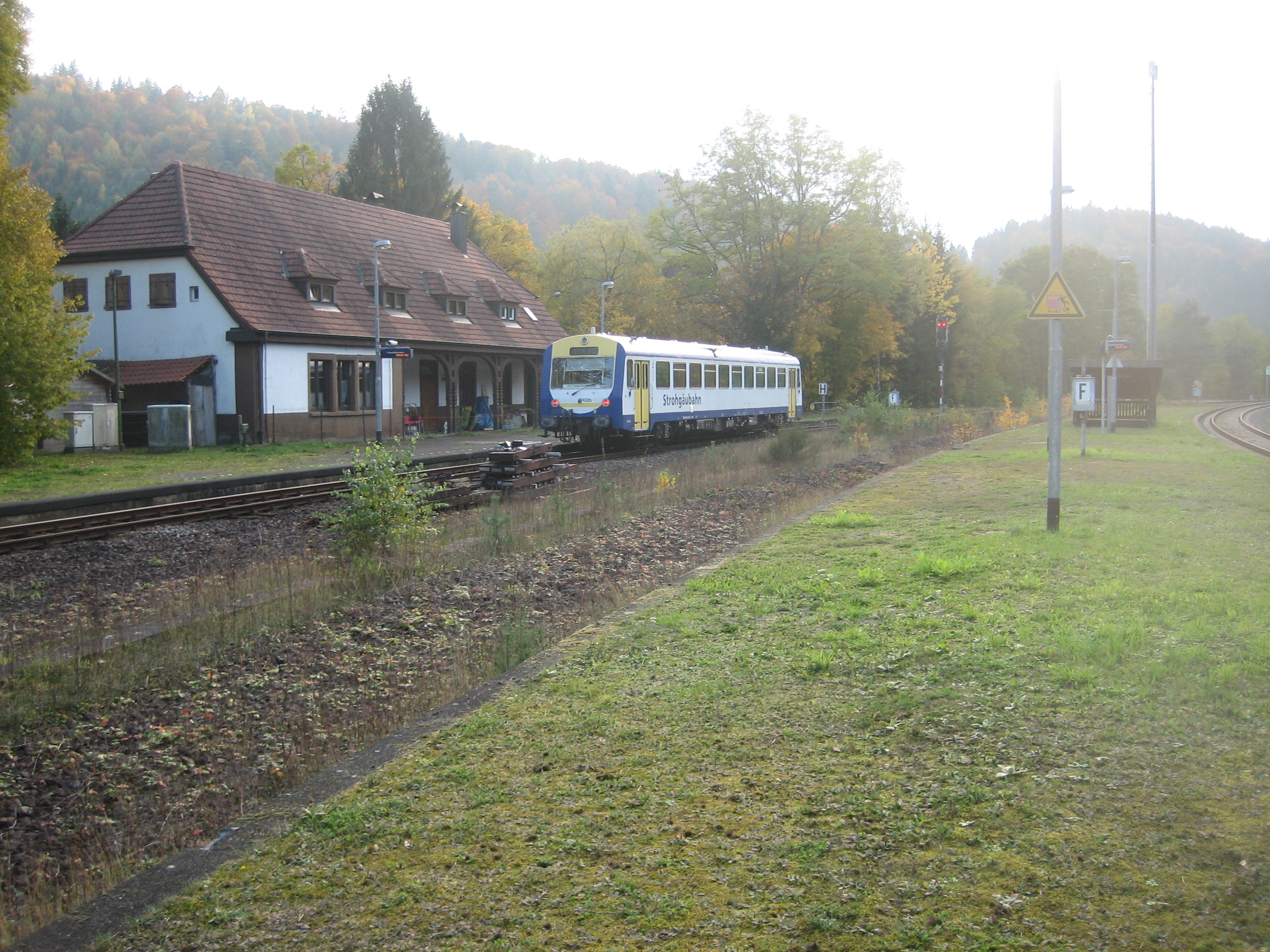
NE 81 der WEG-Strohgäubahn im Bahnhof Hinterweidenthal Ost

Die Deutsche Bundesbahn (DB), die ab 1949 für den Bahnbetrieb zuständig war, gliederte den Bahnhof in die Bundesbahndirektion Mainz ein, der sie alle Bahnlinien innerhalb des neu geschaffenen Bundeslandes Rheinland-Pfalz zuteilte. Am 24. September 1966 wurde der reguläre Personenverkehr auf der Wieslauterstrecke eingestellt. Der an Sonn- und Feiertagen verkehrende Ausflugszug Bundenthaler blieb als Zugeständnis an die Bevölkerung, die gegen die Stilllegung vehement protestiert hatte, vorerst erhalten. Am 27. September 1970 folgte die erneute Umbenennung des Bahnhofs, diesmal in Hinterweidenthal Ost, da fortan die Station in Kaltenbach die Bezeichnung Hinterweidenthal trug. Teilweise waren ebenso die Bezeichnung „Hinterweidenthal Betriebsbahnhof“ oder  „Rangierbahnhof Hinterweidenthal“ gebräuchlich. Im Zuge der schrittweisen Auflösung der Mainzer Direktion Anfang der 1970er Jahre war mit Wirkung zum 1. August 1971 erneut deren Pendant in Saarbrücken für den Bahnhof zuständig. Der Bundenthaler wurde im Mai 1976 ebenfalls eingestellt.
1995 kam der Güterverkehr auf der Wieslauterbahn zum Erliegen. Zwei Jahre später wurde am Wochenende der Personenverkehr reaktiviert. Seither halten zum Umsteigen wieder Züge im Bahnhof. Außerhalb der Verkehrszeiten der Wieslauterbahn findet jedoch keine Bedienung des Bahnhofs Hinterweidenthal Ost statt. Im Jahr 2000 wurde der Bahnhof außerdem wie die gesamte Westpfalz zunächst Teil des Westpfalz-Verkehrsverbundes (WVV); zusätzlich wurde der Tarif des Verkehrsverbundes Rhein-Neckar (VRN) bis in den Bereich Dahn/Hauenstein/Hinterweidenthal ausgedehnt. 2006 ging der WVV schließlich ganz im VRN auf. Im Oktober 2003 wurden zwei Weichen im Bahnhof erneuert, was zur Folge hatte, das während dieser Zeit der Bahnverkehr auf dem Abschnitt Wilgartswiesen–Münchweiler unterbrochen war. Im April 2010 wurde selbiges mit dem Hauptgleis durchgeführt, weshalb alle durchfahrenden Züge das Ausweichgleis benutzen mussten.

## Bauwerke

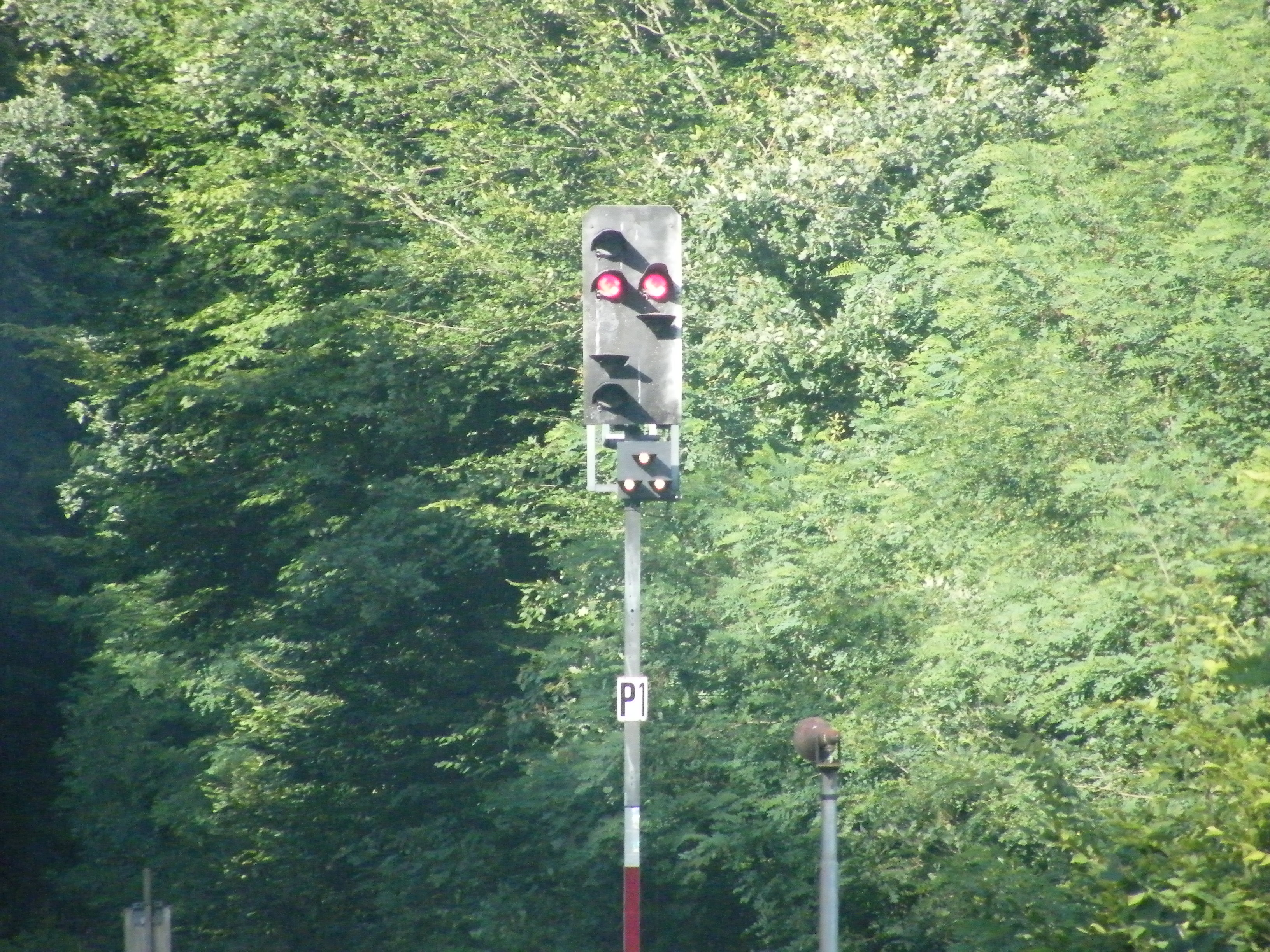
Ersatzsignal im Bahnhof

### Empfangsgebäude
Da der Bahnhof erst im Zuge der Errichtung der Wieslauterbahn entstand, unterscheidet sich das Empfangsgebäude stilistisch deutlich von seinem Pendants der anderen Stationen zwischen Landau und Zweibrücken. Es steht traufständig zu den Gleisen und verfügt über ein Mansarddach sowie vier Dachgauben an der Gleisseite. Bereits beim Bau erhielt er einen Bahnsteigtunnel, der trotz des Rückbaus der Gleisanlagen bis heute vorhanden ist.

### Stellwerke
Der Bahnhof besaß insgesamt zwei Stellwerke, eines im östlichen Bahnhofsbereich und eines im westlichen. Inzwischen sind sie außer Betrieb. Ab den 1990er Jahren erfolgte die Steuerung des Bahnhofs vom zwei Kilometer westlich gelegenen Haltepunkt Hinterweidenthal an der Strecke von Landau nach Rohrbach mittels eines Drucktastenstellwerks der Bauart Sp Dr S60. Im September 2017 wurde der Teilbereich „Südpfalz“ des ESTW „Südliche Pfalz“ in der regionalen Bedienzentrale Neustadt (Weinstraße) in Betrieb genommen. Seither wird hierüber der Bahnhof aus Neustadt ferngesteuert. Dies war ursprünglich bereits für den 19. Dezember 2016 geplant.

### Anlagen
Der Bahnhof war zunächst mit insgesamt sechs Gleisen ausgestattet. Unter ihnen befanden sich ein Überhol- und vier Abstellgleise. Als Folge der Einstellung des Güterverkehrs Mitte der 1990er Jahre wurde von den sechs Gleisen deshalb in der Folgezeit insgesamt vier demontiert. Bereits zuvor hatte der Bahnhof zuletzt primär der Abstellung nicht mehr benötigter Güterwagen gedient. Ursprünglich besaß er Formsignale, die jedoch zwischenzeitlich durch Lichtsignale ersetzt wurden.

## Verkehr

### Personenverkehr
Der erste Fahrplan der abzweigenden Wieslauterbahn verzeichnete insgesamt vier Zugpaare. Aufgrund seiner Funktion als Eisenbahnknoten war er ebenso Unterwegshalt von Schnellzügen entlang der Hauptstrecke. 1914 existierte ein Zugpaar zwischen Landau und Bundenthal-Rumbach, das den Vorläufer des später „Bundenthaler“ genannten Ausflugszug bildete. Zudem hielt vormittags ein Zug der bis nach München verkehrte und der Wagen führte, die bereits in Paris begannen und solche, die bis nach Salzburg gelangten.
An Wochenenden war das Zugangebot der Wieslauterbahn in den Folgejahrzehnten meist etwas breiter gefächert. Der Bundenthaler begann in den 1930er Jahren bereits in Ludwigshafen. Während des Zweiten Weltkriegs war der Verkehr auf der Wieslauterbahn zeitweise eingestellt worden, da sie sich innerhalb der Roten Zone befand. An der Hauptstrecke gab es zu diesem Zeitpunkt Züge, die teilweise lediglich zwischen Landau und Hinterweidenthal beziehungsweise Pirmasens Nord und Hinterweidenthal verkehrten. In den 1950er Jahren fuhr er zwischen Landau und Hinterweidenthal als Eilzug und bediente dort lediglich die Bahnhöfe Landau West Albersweiler, Annweiler am Trifels und Wilgartswiesen. Auf seinem restlichen Laufweg fuhr er alle Bahnhöfe an. Zur selben Zeit war der Bahnhof außerdem Unterwegshalt des Fernzugpaares München–Saarbrücken. Nahverkehrszüge hielten an ihm oft rund zehn Minuten lang. Als Kuriosum endete der Bundenthaler trotz seines Namens in den letzten Jahren vor seiner Einstellung im Bahnhof Dahn, wo die Fahrgäste in einen bis Bundenthal-Rumbach führenden ebenfalls ausschließlich sonntags verkehrenden Zug aus Saarbrücken umsteigen mussten.
In den ersten Jahren nach der Reaktivierung der Personenbeförderung an Sonn- und Feiertagen 1997 verkehrten zwei Zugpaare, deren Anzahl später auf vier erhöht wurde. Zu diesem Anlass wurde außerdem der Bundenthaler reaktiviert, der zunächst lediglich ab Neustadt verkehrte. Einige Jahre später wurde sein Laufweg in östlicher Richtung bis Mannheim erweitert. Im Bahnhof Hinterweidenthal Ost wird der Zug seither geteilt; während ein Teil nach Bundenthal-Rumbach verkehrt, führt der andere zum Pirmasenser Hauptbahnhof. Züge der Bahnstrecke Landau–Rohrbach halten ausschließlich zu Verkehrszeiten der Nebenbahn im Bahnhof.
2021 verkehren auf der Wieslauterbahn vom 1. April bis 31. Oktober samstags und sonntags fünf Zugpaare, mittwochs drei.

### Güterverkehr
Vor dem Zweiten Weltkrieg war für den Güterverkehr eine Rangierlokomotive der Leistungsklasse I im Bahnhof stationiert. Seit der Zugehörigkeit des Bahnhofs zur Saarbrücker Direktion 1971 wurde er von Pirmasens Nord aus bedient, wobei die Güterzüge vor Ort zur Bedienung der Wieslauterbahn einen Fahrtrichtungswechsel durchführen mussten. Vorher erfolgte die Bedienung von Landau aus. Einzige Ausnahme waren die Kesselzüge ins Tanklager Hinterweidenthal, die aus Karlsruhe über Landau verkehrten. Ab Ende der 1980er Jahre wurde die Nebenbahn zunehmend seltener bedient und die Güterzüge fuhren lediglich bis Hinterweidenthal Ort.